# Szermierka na Letnich Igrzyskach Olimpijskich 1900 – szpada amatorzy i zawodowcy
Indywidualny turniej szpadzistów amatorów i zawodowców był jedną z siedmiu konkurencji szermierskich rozgrywanych podczas II Letnich Igrzysk Olimpijskich w Paryżu w 1900 roku. Zawody odbyły się w dniu 15 czerwca. W zawodach wzięło udział 8 zawodników z 2 krajów. Złoty medal zdobył Francuz Albert Ayat.
Konkurencja na pokazuje zasady obowiązujące na początku ruchu olimpijskiego. W większości konkurencji zawodnicy musieli być amatorami.  Ponadto zawody amatorskie traciły swój charakter jeśli walczył w nich jeden zawodowiec, nawet jeśli nie było w zawodach nagród pieniężnych. Wyjątkiem była szermierka, w której pozwolono zawodowcom brać udział w igrzyskach olimpijskich.
W tej konkurencji brało udział czterech najlepszych szpadzistów amatorów i czterech zawodowców. Walczono system każdy z każdym. Złoto zdobył profesjonalny zawodnik, ale cztery następne miejsca zdobyli amatorzy.

## Wyniki
| Miejsce | Zawodnik                    | Wygranych | Przegranych | Status     |
| ------- | --------------------------- | --------- | ----------- | ---------- |
| 1       | Albert Ayat                 | 7         | 0           | Zawodowiec |
| 2       | Ramón Fonst                 | 6         | 1           | Amator     |
| 3       | Léon Sée                    | 4         | 3           | Amator     |
| 4       | Georges de la Falaise       | 3         | 4           | Amator     |
| 5       | Gilbert Bougnol             | 2         | 5           | Zawodowiec |
| 5       | Hippolyte-Jacques Hyvernaud | 2         | 5           | Zawodowiec |
| 5       | Henri Laurent               | 2         | 5           | Zawodowiec |
| 5       | Louis Perrée                | 2         | 5           | Amator     |